# You Suck
You Suck is een nummer van de Amerikaanse band Consolidated uit 1993. Het is afkomstig van hun derde studioalbum Play More Music.
"You Suck" is een aanklacht tegen de seksuele onderdrukking van vrouwen. Het nummer werd ingezongen door het feministische trio Yeastie Girls. Ondanks de opruiende tekst, werd de plaat tegen de verwachtingen in een hit in het Nederlandse taalgebied. In de Nederlandse Top 40 bereikte het de 10e positie en een Alarmschijf, en in de Vlaamse Radio 2 Top 30 de 15e. Een Amerikaanse hitnotering bleef echter uit.